# Монастырь Каптаванк
Монастырь Каптаванк (арм. Կապտավանք) - армянский монастырь близ села Чинчин Тавушского района Армении. От всего монастырского комплекса осталась только церковь. Храм находится на небольшой поляне, окружённой живописными оврагами и лесом. Вблизи расположена крепость Бердакар.

## История
Согласно надписи на восточной стене, монастырь был построен в середине XII века, а освящён в 1151 году. Монастырь имеет квадратную форму (11,4 х 9.46 метров) и прямоугольный зал внутри. В одно время он был защищён высокими стенами, а рядом было расположено небольшое поселение. 
Сохранились также и хачкары позднего средневековья.
Согласно надписи, церковь монастыря носит название Пресвятой Богородицы. Церковь была построена из голубого известняка. В 50 метрах от церкви расположено кладбище.

## Галерея

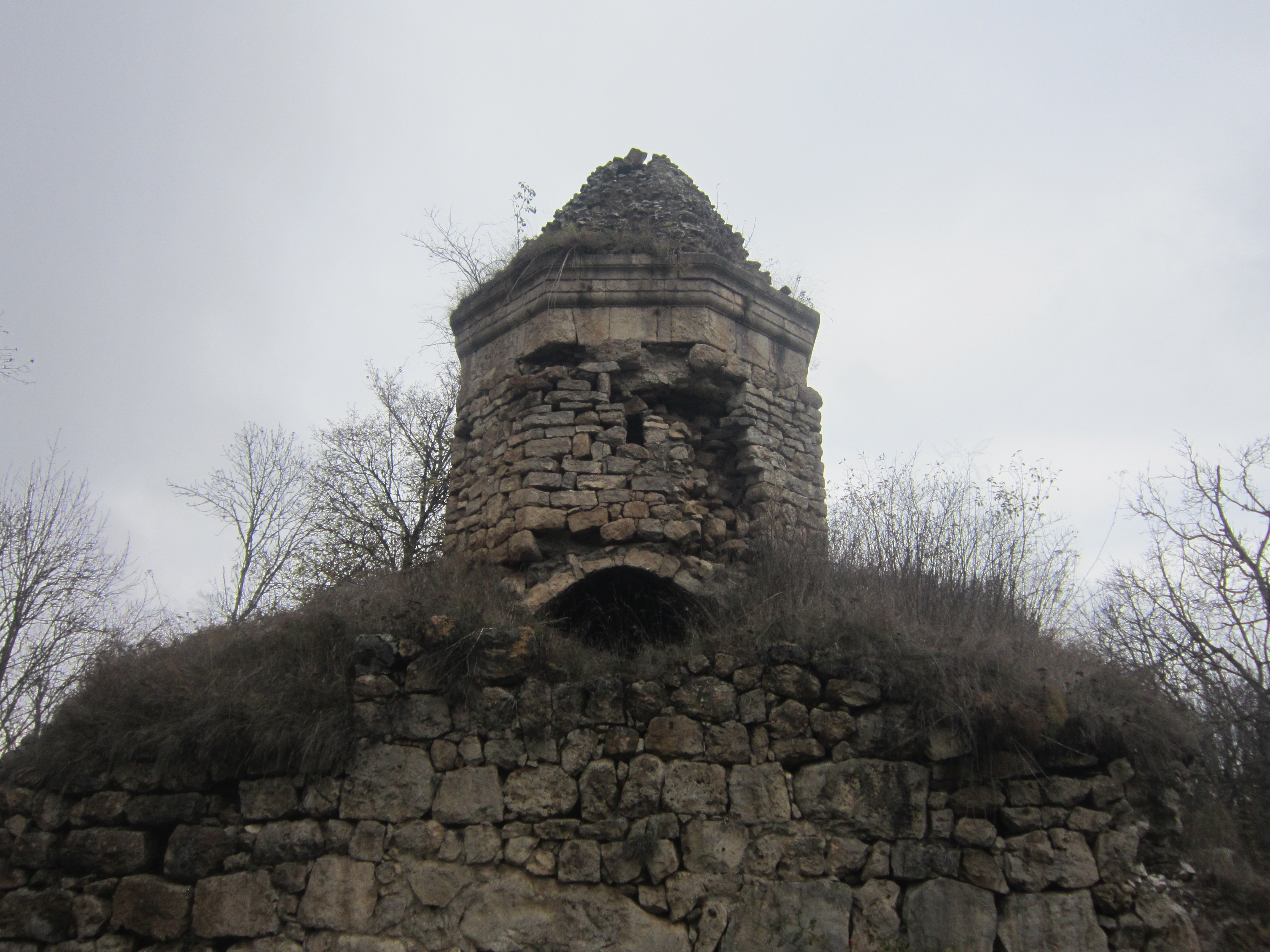
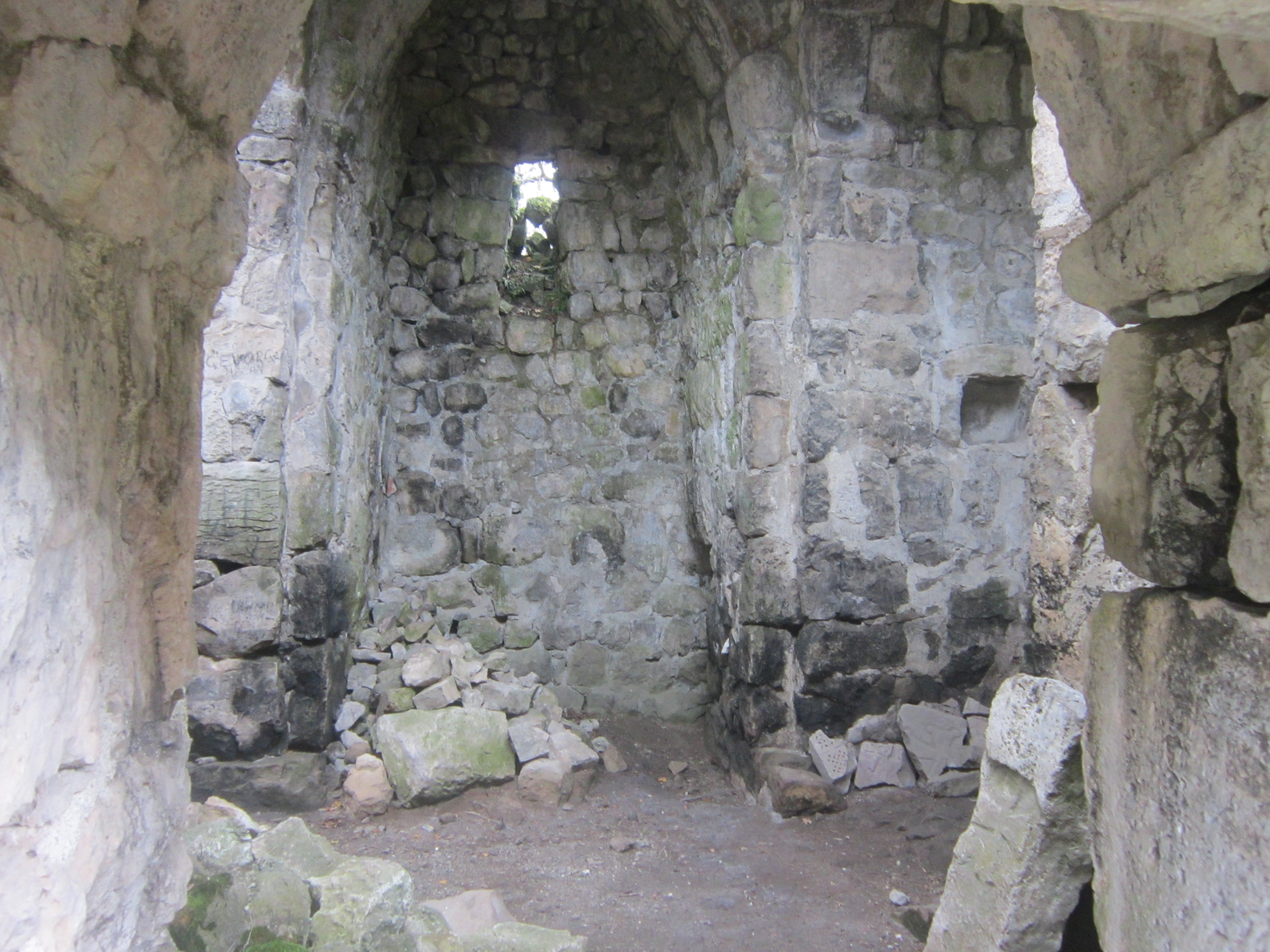
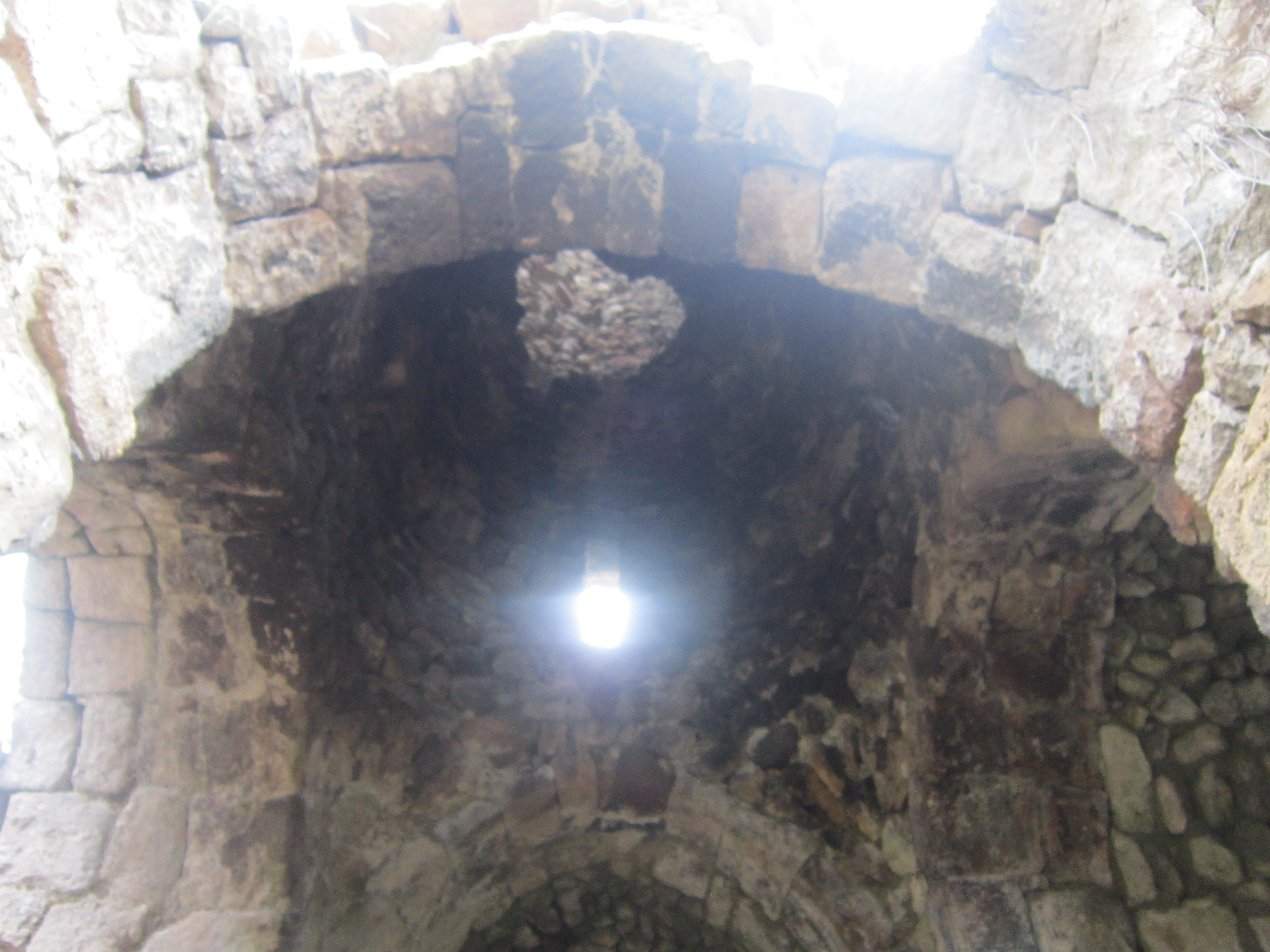
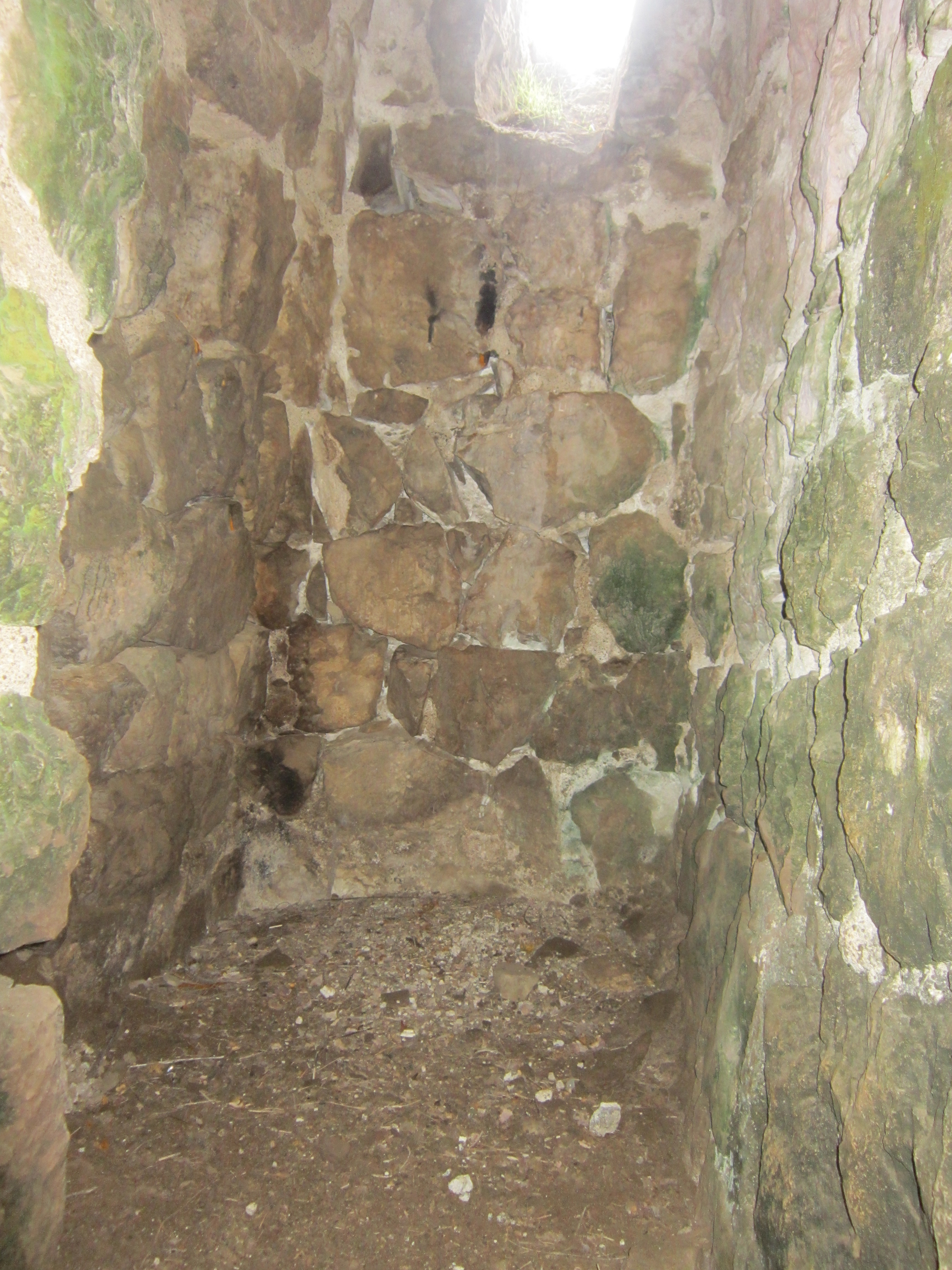
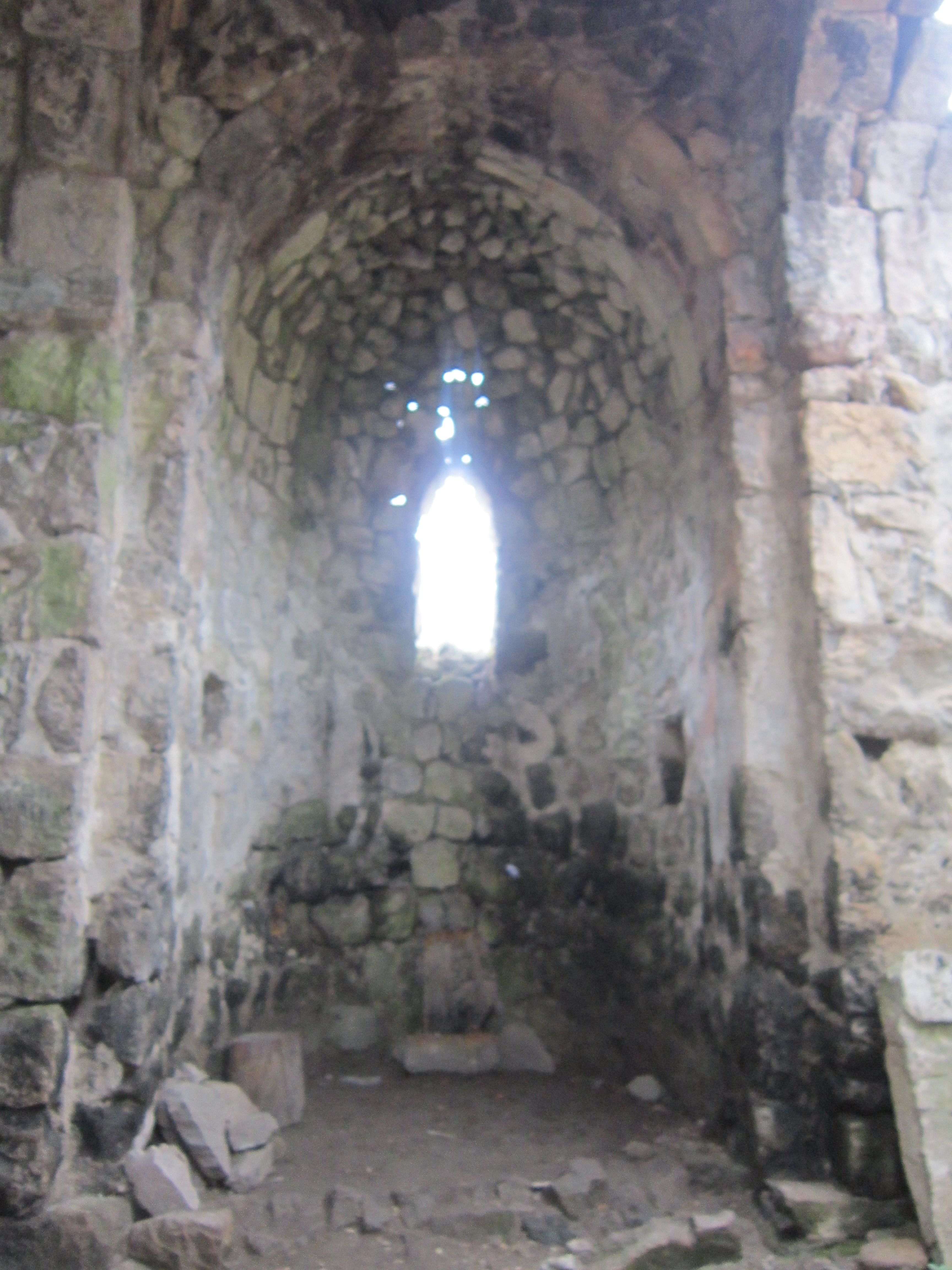
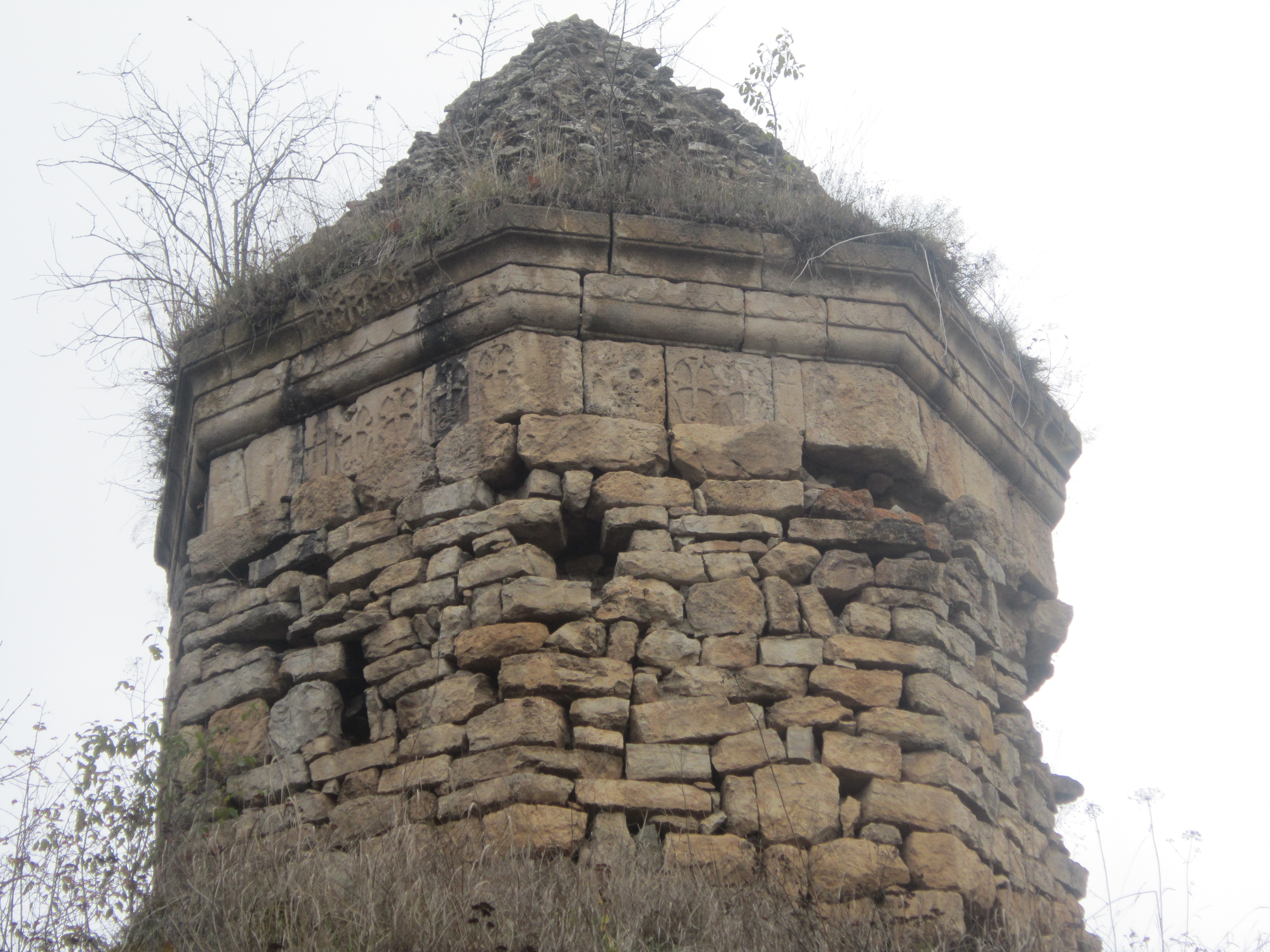
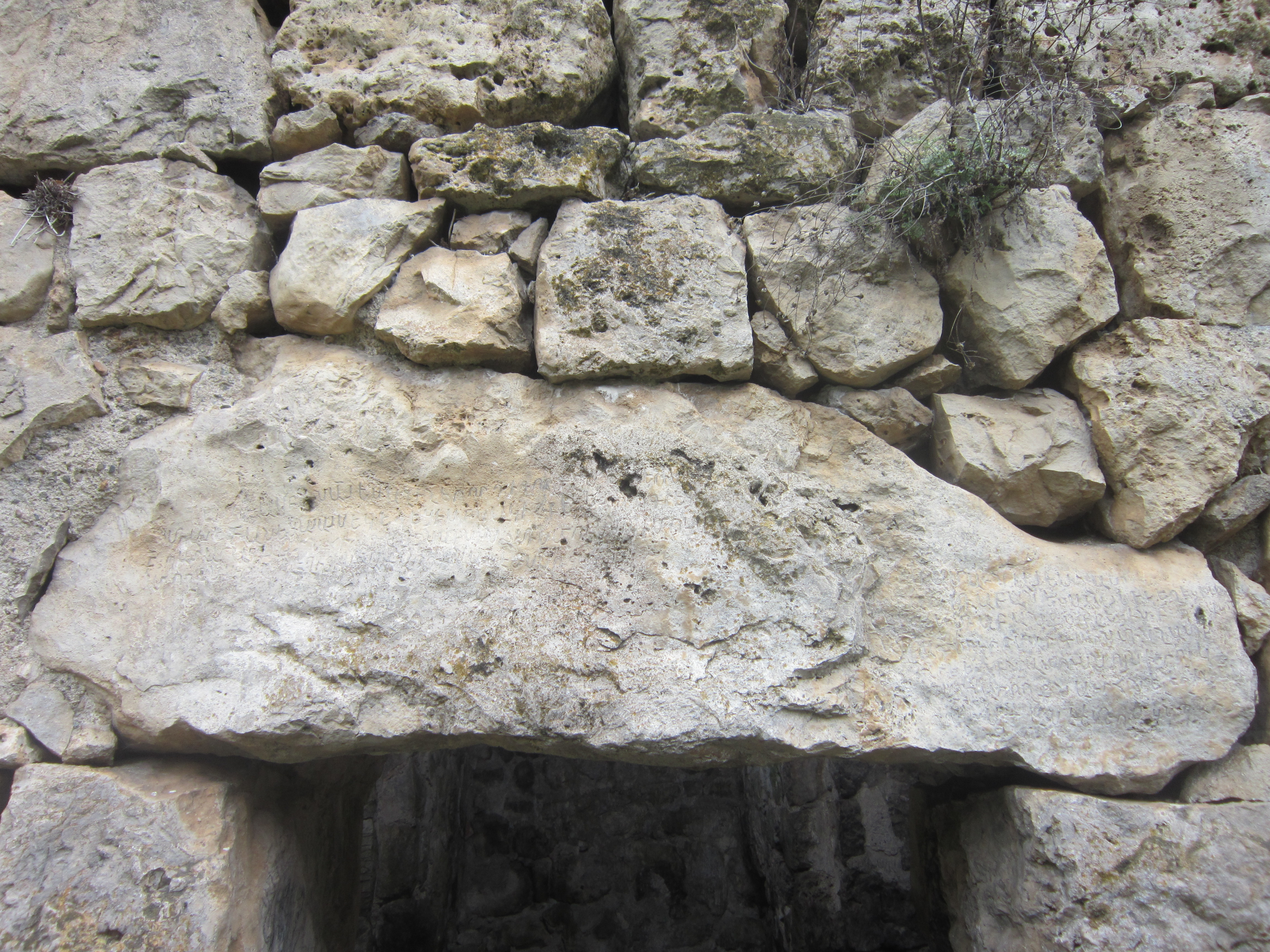
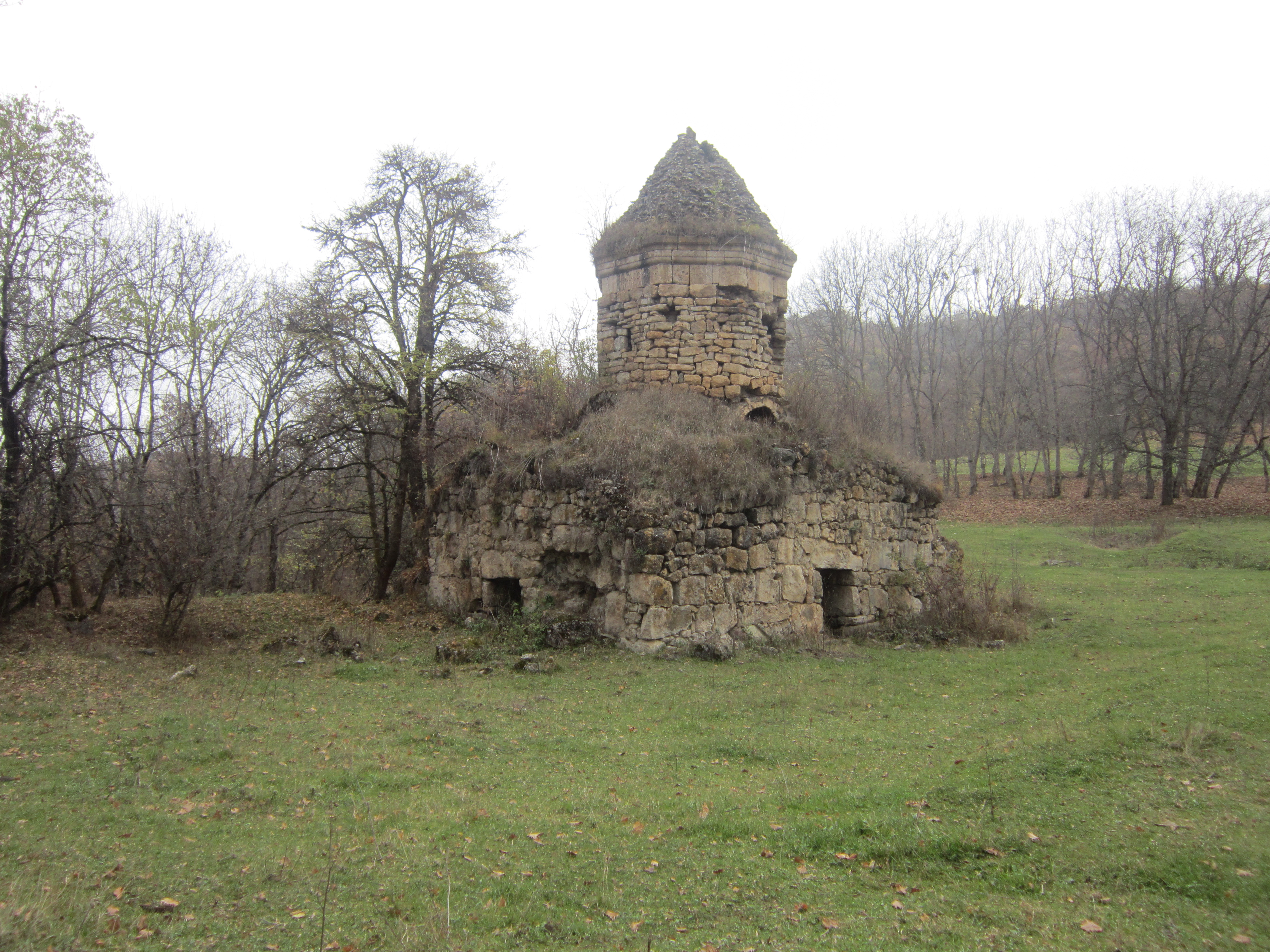

## Современное состояние
На сегодняшний день от монастыря осталась лишь церковь Пресвятой Богородицы, находящаяся в полуразрушенном состоянии.